# مالایی مالزی
مالایی مالزی (به انگلیسی: Malaysian Malays) (مالایی: Melayu Malaysia, جاوه ای: ملايو مليسيا‎‎) مالزیایی‌های قوم مالایی هستند که بخشی از ریشهٔ اجدادی آنها، یا ریشهٔ اجدادی آنها به صورت تمام و کمال، به جهان مالایی ارتباط پیدا می‌کند. با برآورد جمعیتی که در سال ۲۰۰۵ تخمین زده شد، مالایی‌های مالزی باجمعیتی بالغ بر ۱۵٫۷ میلیون نفر، ۵۰٫۸ درصد از کل جمعیت مالزی را تشکیل می‌دادند، که بزرگ‌ترین گروه قومی در کشور می‌باشند. به‌طور کلی به دو دسته: آناک جاتی (مالایی‌های بومی یا محلی) و آناک داگانگ (مالایی‌های غیر بومی یا مالایی‌های بازرگان) تقسیم‌بندی می‌گردند.
آناک جاتی یا مالایی‌های بومی افرادی را شامل می‌شود که به فرهنگ بومی مالایی مناطق ساحلی شبه‌جزیره مالایی و بورنئو پایبند هستند. از جمله گروه‌های قابل توجه در این دسته برونئی‌ها، کداحی‌ها، کلانتانی‌ها، پاهانگی‌ها، پراکی‌ها، ساراواکی‌ها و ترنگانویی‌ها هستند. از سوی دیگر، گروه آناک داگانگ یا مالایی‌های خارجی شامل زادگان مهاجران بخش‌های دیگر مجمع‌الجزایر مالایی هستند که شهروند سلطان نشین‌های مالایی شده‌اند و به مدد همگونگی در سبک‌زندگی و دین مشترک، در دوره‌های مختلف زمانی با فرهنگ مالایی وفق یافته و جذب آن گردیده‌اند.
مالایی‌های خارجی از تبار آچه‌ای، بانجاری، بوگینسی (Buginese)، جاوه‌ای و ماندایلینگ و مینانگ‌کابائو هستند که از کشور اندونزی آمده‌اند. همچنین برخی از مالایی‌های خارجی ممکن است از قسمتهای دیگر منطقه جنوب‌شرق آسیا آمده باشند که شامل چام‌ها از هندوچین، مالایی‌های کوکوس از جزایر کوکوس استرالیا و نیز مالایی‌های پاتانی از جنوب تایلند می‌باشند.